# 여왕 (백설 공주)

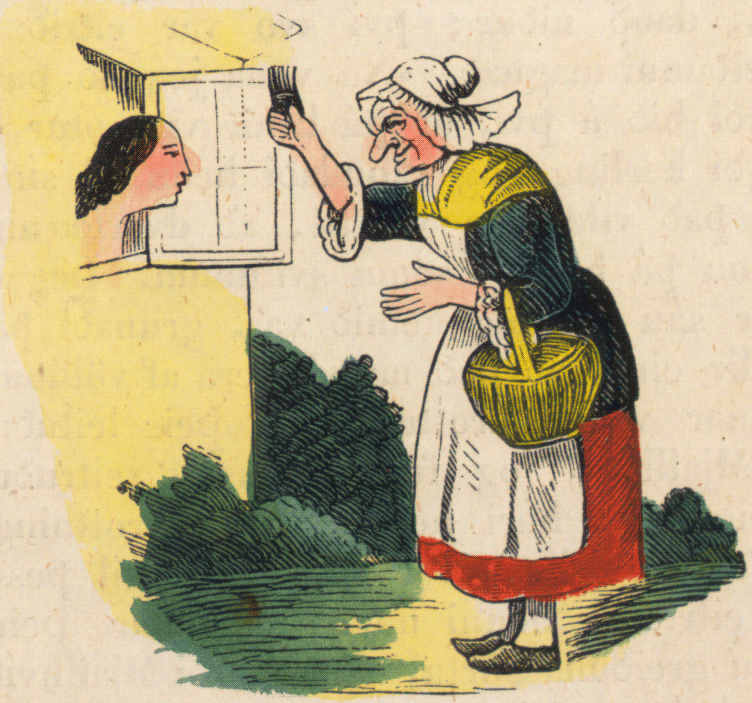

여왕 또는 마녀는 그림 형제의 동화 백설 공주에 등장하는 인물이다. 백설 공주의 친모가 죽은 후 백설 공주의 새어머니가 되는 데, 공주의 미모를 질투하여 사냥꾼을 보내어 죽이려 하고, 독사과를 먹여 굴복시키나 왕자의 키스로 살아난 백설에 의해 살해당한다. 디즈니의 동명 영화에서는 할머니로 둔갑하여 도망가다가 번개에 맞아 벼락에서 추락사하는 인물이다.